# James Douglas, II duca di Queensberry
James Douglas, II duca di Queensberry (18 dicembre 1662 – Londra, 6 luglio 1711) è stato un politico scozzese.

## Biografia
James Douglas era il figlio di William Douglas, I duca di Queensberry, e di sua moglie, Lady Isabel Douglas, figlia di William Douglas, I marchese di Douglas.

## Carriera
Educato all'Università di Glasgow, James venne nominato Consigliere Privato di Scozia nel 1684 e fu tenente colonnello del reggimento a cavallo di Dundee. Egli si unì alla causa di Guglielmo III d'Inghilterra nel 1688 e venne nominato colonnello del 6th Horse Guards Regiment.
Egli venne nominato Lord High Treasurer of Scotland dal 1693 e Keeper of the Privy Seal of Scotland dal 1695 sino al 1702. Egli divenne Lord High Commissioner to the Parliament of Scotland nel 1700, 1702 e 1703, ruolo col quale egli si preoccupò di abbandonare lo Schema Darién.
Nel 1701 venne nominato cavaliere dell'Ordine della Giarrettiera e fu Segretario di Stato per la Scozia dal 1702. Egli incoraggio i giacobiti dalle sue attitudini indecise sulla questione degli insediamenti, e venne deluso dal disegno prospettatogli da Simon Fraser, XI lord Lovat. Si ritirò dal governo nel 1704.
Nel 1705 venne riammesso al governo come Keeper of the Privy Seal of Scotland e fu commissario delle residenze dei reali nel 1706, oltre ad essere tra i fautori dell'Act of Union.
Venne creato duca di Dover, marchese di Beverley e conte di Ripon nel 1708, e nominato Consigliere Privato nel Regno di Gran Bretagna in quello stesso anno. Egli fu nuovamente Segretario di Stato per la Scozia dal 1709 sino alla sua morte.

## Matrimonio
Sposò, il 1º dicembre 1685, Mary Boyle, figlia di Charles Boyle, III visconte Dungarvan e Lady Jane Seymour. Ebbero due figli:
- Charles Douglas, III duca di Queensberry (1698-22 ottobre 1778);
- Lady Jane Douglas (24 maggio 1701-31 agosto 1729), sposò Francis Scott, II duca di Buccleuch, ebbero un figlio.

## Morte
Il duca di Queensberry morì nella sua casa di Albermarle Street, a Piccadilly, Londra, nel 1711, di ostruzione intestinale.
Queensberry House a Edimburgo è attualmente parte dello Scottish Parliament Building.